# Сагадахок (окръг, Мейн)
Окръг Сагадахок (на английски: Sagadahoc County) е окръг в щата Мейн, Съединени американски щати. Площта му е 958 km², а населението – 35 273 души (2016). Административен център е град Бат.